# Epeorus permagnus
Epeorus permagnus är en dagsländeart som först beskrevs av Jay R. Traver 1935.  Epeorus permagnus ingår i släktet Epeorus och familjen forsdagsländor. Inga underarter finns listade i Catalogue of Life.